# Marko Bertoncelj
Marko Bertoncelj, slovenski agronom, * 28. april 1928, Ljubljana, † 15. maj 1983, Ljubljana.

## Življenje in delo
Po diplomi 1953 iz agronomije na ljubljanski Agronomsko-gozdarski fakulteti je 1983 doktoriral na Biotehniški fakulteti v Ljubljani. Po diplomi je do 1963 služboval na Gorenjskem in bil med drugim tudi direktor Kmetijskega zavoda Kranj (1958-1963). Nato se je zaposlil na Kmetijskem inštitutu Slovenije v Ljubljani, od 1968 pa na Inštitutu za mlekarstvo pri Biotehniški fakulteti v Ljubljani, kjer se je posvetil preučevanju in načrtovanju novih ureditev govejih hlevov in opreme za mehanizacijo dela v njih. Sam ali v soavtorstvu je izsledke objavil v preko 100 strokovnih člankih. S skupino sodelavcev je pripravil več načrtov  za goveje hleve na družbenih posestih tako v Sloveniji kot tudi po Jugoslaviji. S sodelavci je 1979 prejel Kidričevo nagrado.